# Оляпка

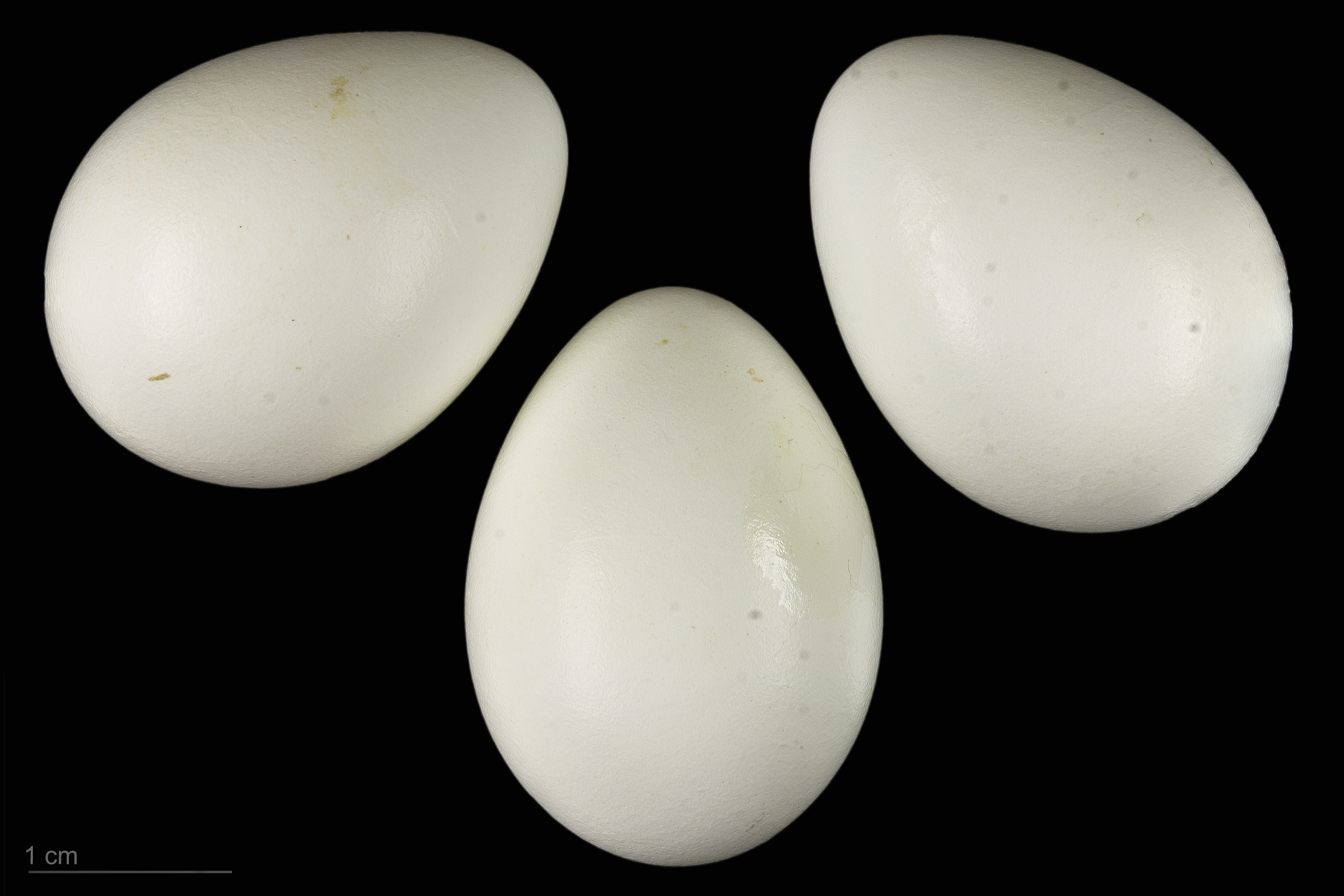
яйцо Cinclus cinclus - Тулузский музеум

Оляпка, или обыкновенная оляпка (лат. Cinclus cinclus) — птица отряда воробьинообразных. Её также называют водяной дрозд, или водяной воробей.
Птица размером со скворца. Оперение имеет тёмно-бурое с ярким белым передником, густое, несмачивающееся.
Распространена на Кольском полуострове, Урале, Кавказе, в Карпатах и Южной Сибири. Обитает по берегам быстрых прозрачных рек и ручьев.
Питается водными насекомыми и рачками, которых оляпка собирает на мелководье, между камней и под водой. Главной особенностью являются способность хорошо плавать и нырять. Приподнимая крылья и ловко маневрируя в потоке воды, птица как бы «бежит» по дну. Под водой оляпка может оставаться до 50 с, пробегая за это время до 20 м.
Гнездо оляпка устраивает всегда близ воды, между береговыми камнями или в норах, построенных из мха и стебельков трав. Насиживает кладку только самка, но выкармливают птенцов в течение 20−25 дней оба родителя. За год успевает вырастить два выводка.
Зимует на незамерзающих участках рек и речушек в предгорьях. Живёт, как правило, оседло, но иногда встречаются и кочующие особи.
Оляпка (норв. fossekall) считается национальной птицей Норвегии по результатам опроса NRK.

## Описание

#### Признаки
Околоводная птица очень характерной внешности, размером с небольшого дрозда, коренастая и короткохвостая. Окраска взрослых в основном тёмно-бурая, с ярким белым передником. На спине чешуйчатый рисунок, незаметный издали. Самцы и самки внешне не различаются, сезонных различий в окраске нет. Сходных видов нет. Молодые сверху светлее взрослых, буровато-серые, с отчётливым чешуйчатым рисунком, снизу белая окраска горла постепенно сменяется серой на брюхе, также с тёмным чешуйчатым рисунком от горла до подхвостья. К началу осени молодые становятся неотличимыми от взрослых. Летают низко над водой, полёт прямой и быстрый. Масса 50−85 г; длина 17−20 см, крыло самцов 9,2−10,1 см, самок — 8,2−9,1 см, размах 25−30 см.

#### Голос
Позывка — резкое «дзит». Пение — громкие журчащие трели и свисты.

#### Распространение
Горные и холмистые местности в разных частях Евразии. На Урале — от Южного до Полярного, в целом редкая птица, местами обычна. Гнездится также в горах юга Сибири и Дальнего Востока.

#### Образ жизни
Единственная птица из воробьиных, способная нырять. Круглый год живут на берегах быстротекущих рек и речек с облесёнными берегами. На гнездование распределяются обособленными территориальными парами. Петь начинают ещё зимой, ранней весной приступают к строительству гнезда.

#### Гнездо

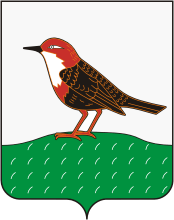
Оляпка на гербе Бирска

Располагают недалеко от воды, в очень разных местах: среди камней, в расщелинах и нишах на скалах, под обрывистым берегом с нависшим дёрном, в полостях между корнями, под мостами, на деревьях — обычно невысоко или просто на земле под прикрытием кустов или ветвей. Описанные в популярной литературе гнёзда под водопадом для нашего региона не характерны. Гнездо обычно хорошо скрыто. Строят его самец и самка вместе — из мха, травы, корешков, водорослей, и оно имеет вид неправильного шара размером с футбольный мяч или аморфной моховой кучки. Вход боковой, бывает вытянут в виде трубки. Внутренняя выстилка — сухие листья, тонкая трава, шерсть. В кладке 4−7, чаще — 5 яиц с чисто-белой скорлупой. Размеры яиц 22−31 х 16−20 мм. Насиживает только самка, иногда вылетает покормиться. Есть сообщения, что самец кормит самку. По другим данным, насиживают оба партнёра. Насиживание начинается после откладки последнего яйца и длится 15−17 дней. У птенцов на голове и спине густой и длинный тёмно-бурый пух, ротовая полость оранжево-жёлтая, с бледно-жёлтыми клювными валиками. Птенцы покидают гнездо в возрасте от 14 до 27 дней.

#### Питание
Добывают пищу, ныряя в воду. При этом раскрывают крылья так, чтобы течением их прижимало ко дну. Собирают личинок ручейников и подёнок, другую донную живность, ловят и плавающих беспозвоночных. Когда оляпка складывает крылья, вода выталкивает её на поверхность, и она тут же взлетает. Стоячих или медленно текущих вод оляпки избегают, но могут нырять и в стоячую воду. Охотно собирают корм у воды — на берегу, на камнях, среди водорослей. Густой околоводной растительности не любят.

#### Жизненный цикл
Осенью молодые разлетаются. При наличии незамерзающих участков реки живут оседло всю жизнь на одном месте либо переселяются зимой к полыньям с быстротекущей водой, где могут собираться в небольшие группы. Часть птиц улетает довольно далеко на юг. Весной возвращаются на свои прошлогодние территории, охотно гнездятся в своих старых гнёздах после некоторого ремонта.
Начинают гнездиться на первом году жизни, максимальный известный возраст — более 7 лет.

## Подвиды
Выделяют 14 подвидов:
- C. c. aquaticus
- C. c. baicalensis
- C. c. cashmeriensis
- C. c. caucasicus
- C. c. cinclus
- C. c. gularis
- C. c. hibernicus
- C. c. leucogaster
- C. c. minor
- † C. c. olympicus — кипрская оляпка
- C. c. persicus
- C. c. przewalskii
- C. c. rufiventris
- C. c. uralensis